# Onobrychis viciifolia
Onobrychis viciifolia és la trepadella cultivada, també anomenada esparcet, esparceta, trepadella o garagot. És una lleguminosa conreada com a planta farratgera.

## Característiques
Planta perenne, encara que en cultiu es fa durar uns tres anys, d'uns 80 cm d'alt amb tiges erectes cobertes de certa pilositat. Les fulles són de disposició alterna i imparipinnades, oblongo-el·líptiques o només el·líptiques. Tenen de 6 a 12 parells de folíols, a més d'un d'imparell.
La inflorescència és en forma d'espiga i pedunculada, amb bràctees lanceolades. Les flors són hermafrodites, zigomorfes i pentàmeres, amb forma de papallona, d'entre 8 a 13 mm, de color rosat o blanquinós i amb fines línies porpres longitudinals. El fruit és un petit llegum (5-8 mm) indehiscent, rodó i una mica espinós. Floreix a la primavera, l'estiu i principis de tardor.

## Conreu
És planta típica dels secans, on, si la pluviometria no és elevada, acostuma a donar més rendiment que no pas l'alfals. Va molt bé en terres calcàries. Se sembra a la primavera o a la tardor. El primer any germina, però gairebé no creix, per això antigament se sembrava juntament amb un cereal, que era la collita del primer any. Se sega quan floreix o poc després. També es pot aprofitar perquè hi pasturi directament el ramat. El primer dall se sol fer al maig o al juny, i, si plou, es pot fer un segon dall o més. Aquesta planta no cansa el terreny i es pot tornar a sembrar sobre ella mateixa.

## Usos
La trepadella és un bon farratge, comparable a l'alfals, però, a diferència d'aquest últim, no provoca meteorisme (inflament de la panxa) als animals remugants encara que es consumeixi sense barrejar-la amb palla. Tradicionalment, ha estat farratge d'ovelles, cavalls i també conills. És una planta molt mel·lífera i dona una mel monofloral molt apreciada.

## Varietats
- Onobrychis viciifolia subsp. altissima (Grossh.) Ponert
- Onobrychis viciifolia subsp. arenaria (Kit.) Thell.
- Onobrychis viciifolia subsp. montana (DC.) Gams
- Onobrychis viciifolia subsp. persica Sirj.
- Onobrychis viciifolia subsp. sativa Thell.
- Onobrychis viciifolia subsp. sativum (Lam.)Thell.
- Onobrychis viciifolia var. viciifolia Scop.[2]

## Sinonímia
- Hedysarum echinatum Gilib.
- Hedysarum onobrychis L.
- Onobrychis sativa Lam.
- Onobrychis vulgaris Hill[3]